# HD183142
HD183142 — хімічно пекулярна зоря спектрального класу B8, що має видиму зоряну величину в смузі V приблизно  7,0.
Вона  розташована на відстані близько 879,1 світлових років від Сонця.

## Фізичні характеристики
Телескоп Гіппаркос зареєстрував фотометричну змінність  даної зорі з періодом    1,09 доби в межах від  Hmin= 7,06 до  Hmax= 7,00.